# بحيرة كاراشاي
بحيرة كاراشاي (بالإنجليزية: Lake Karachay)‏ هي بحيرة صغيرة تقع في جنوب جبال الأورال في غرب روسيا وتُعد بحيرة كاراشاي من أكثر الأماكن تلوثاً على الأرض، حيث قام الإتحاد السوفيتي في أوائل الخمسينيات بالتخلص من المخلفات النووية الناتجة عن إحدى منشآتهم النووية في البحيرة ما رفع معدلات الإشعاع بالبحيرة إلى درجة خطيرة حيث لا يمكن البقاء ساعة واحدة بجانب البحيرة لكونها شديدة الخطورة